# Список графинь Шампани
Список графинь Шампани — супруг правителей графства Шампань. В 1284 Жанна I Шампанская вышла замуж за будущего короля Франции Филиппа IV Красивого, после её смерти в 1305 году Шампань была присоединена к домену короля Франции.

## Дом де Блуа-Шампань
| Картина | Имя                    | Отец                                       | Год рождения      | Брак                 | Стала графиней                    | Перестала быть графиней                                      | Смерть                | Супруг             |
| ------- | ---------------------- | ------------------------------------------ | ----------------- | -------------------- | --------------------------------- | ------------------------------------------------------------ | --------------------- | ------------------ |
|         | Констанция Французская | Филипп I (Капетинги)                       | 1078 г.           | 1093/95 г.           | 1093/95 г.                        | 25 декабря 1104 г. аннулирована по признаку кровного родства | 14 сентября 1126 г.   | Гуго I             |
|         | Изабель Макон          | Этьен I (Иврейская династия)               | 1090/95 г.        | 1110 г.              | 1110 г.                           | — аннулирована                                               | после 1125 г.         | Гуго I             |
|         | Матильда Каринтийская  | Энгельберт, (Спанхеймы)                    | 1106/08 г.        | 1123 г.              | 1123 г.                           | 1151 г. смерть мужа                                          | 13 декабря 1160/61 г. | Тибо II            |
|         | Мария Французская      | Людовик VII (Капетинги)                    | 1145 г.           | 1164 г.              | 1164 г.                           | 17 марта 1181 г. смерть мужа                                 | 3/11 марта 1198 г.    | Генрих I           |
|         | Изабелла Иерусалимская | Амори I Иерусалимский (Анжуйский дом)      | 1172 г.           | 5 мая 1192 г.        | 5 мая 1192 г.                     | 10 сентября 1197 г. смерть мужа                              | 5 апреля 1205 г.      | Генрих II          |
|         | Бланка Наваррская      | Санчо VI (Хименесы)                        | после 1177 г.     | 1 июля 1199 г.       | 1 июля 1199 г.                    | 24 мая 1201 г. смерть мужа                                   | 12/14 марта 1229 г.   | Тибо III           |
|         | Гертруда фон Дагсбург  | Альберт II, граф Дагсбург и Мец (Дагсбург) | 1190 или май 1205 | середина мая 1220 г. | середина мая 1220 г.              | 1222 г. аннулирована                                         | 30 марта 1225 г.      | Тибо IV            |
|         | Агнесса де Боже        | Гишар IV                                   | 1200 г.           | 1222 г.              | 1222 г.                           | 11 июля 1231 г.                                              | 11 июля 1231 г.       | Тибо IV            |
|         | Маргарита де Бурбон    | Аршамбо VIII де Бурбон (Бурбон-Дампьер)    | 1211 г.           | 22 сентября 1232 г.  | 22 сентября 1232 г.               | 8 июля 1253 г. смерть мужа                                   | 12 апреля 1256 г.     | Тибо IV            |
|         | Изабелла Французская   | Людовик IX (Капетинги)                     | 2 марта 1241 г.   | 6 апреля 1255 г.     | 6 апреля 1255 г.                  | 4 декабря 1270 г. смерть мужа                                | 17 апреля 1271 г.     | Тибо V             |
|         | Бланка д’Артуа         | Роберт I д’Артуа (Артуа)                   | 1248 г.           | 1269 г.              | 4 декабря 1270 г. вступление мужа | 22 июля 1274 г. смерть мужа                                  | 2 мая 1302 г.         | Генрих III         |
|         | Жанна I Наваррская     | Генрих I Наваррский                        | 1274 г.           | 1284 г.              | 22 июля 1274 г. правящая графиня  | 4 апреля 1305 г.                                             | 4 апреля 1305 г.      | Филипп IV Красивый |